# Hippocampus whitei
Espèce
Synonymes
- Hippocampus novaehollandae Steindachner, 1866[1] [2] [3]
- Hippocampus novaehollandiae Steindachner, 1866[2] [3]
- Hippocampus procerus Kuiter, 2001[1]

Statut de conservation UICN

 EN A2bc : En danger
Statut CITES
Hippocampus whitei, communément appelé Hippocampe de White, est une espèce de poissons du genre Hippocampus.

## Répartition
Hippocampus whitei se rencontre dans le Sud-ouest pacifique, le long des côtes des Solomon et du nord-est de l'Australie. Les observations faites au Mozambique, au Natal et en Afrique du Sud seraient des confusions avec l'espèce Hippocampus camelopardalis. Hippocampus whitei vit entre un mètre et 25 m de profondeur (avec un maximum à -46 m).

## Description
La taille maximale connue pour Hippocampus whitei est de 130 mm, avec une taille habituelle d'environ 80 mm.

## Étymologie
Son nom spécifique, whitei, ainsi que son nom vernaculaire lui ont été donnés en l'honneur de John White (c. 1756-1832), chirurgien et naturaliste anglais.

## Publication originale
- (de + la) Bleeker, 1855 : Over eenige visschen van Van Diemensland. Verhandelingen der Koninklijke Akademie van Wetenschappen, vol. 2, n. 7, pp. 1-31[6] (texte intégral).